# Beat Jäggi
Beat Jäggi (* 4. Dezember 1915 in Fulenbach; † 6. Februar 1989 in Bern) war ein Solothurner Mundartdichter.
Beat Jäggi veröffentlichte bereits als 14-Jähriger Gedichte in Zeitschriften und Tageszeitungen. Sein umfangreiches Werk umfasst Lyrik, Novellenbände, Liedtexte für Männerchöre und Jodelgruppen sowie Gedicht- und Märchenbücher für Kinder. Davon hat er einige auf Band gesprochen.
Zudem war er Journalist, Sekretär der Freisinnig-Demokratischen Partei, Aussendienstmitarbeiter des Schweizerischen Serum- und Impfinstituts Bern und Redaktor der Mundartzeitschrift Schwyzerlüt.

## Auszeichnungen
- 1976 Literaturpreis der Stiftung Pro Libertate
- 1979 Kulturpreis des Kantons Solothurn
- 1984 Literaturpreis des Athenaeum Clubs der Schweiz

## Werke
- Hagröseli, 1938
- Dys Gaertli. Es Chraenzli neui Vaersli, 1940
- Liechtli im Dezämber, 1955
- Gschichte usere liebe Wält, 1958
- Freud im Hus, 1961
- Tautröpfli, 1961
- Under de Stärne. Värse für Freud und Leid, 1965
- Chlyni Wunder. Wiehnachtsgschichte, 1967
- Schwärs und Liechts. Gschichte vo geschter und hüt, 1967
- Helvetia, dyni Buebe! Zahmi und pfäffereti Värse, 1973
- Säg jo zum Läbe. Värse für jede Tag, 1975
- Niemer springt über sy Schatte. Gschichte us allne Schichte, 1979
- Begägnige. Gschichte vo bsundere Lüüte, 1980
- Erfahrige. Gschichte zum Nochedänke, 1982
- Spure. Gschichten us em Alltag, 1984
- Heiteri Moral. Gschichte zum Schmunzle, 1984
- Guet Nacht mys Chind. Zwölf Märli für am Obe, 1986
- Freud im Huus, 1990